# Mamilloecia nanomamillata
Mamilloecia nanomamillata is een mosselkreeftjessoort uit de familie van de Halocyprididae. De wetenschappelijke naam van de soort is voor het eerst geldig gepubliceerd in 1980 door Deevey & Brooks.